# 東山聖方濟各堂

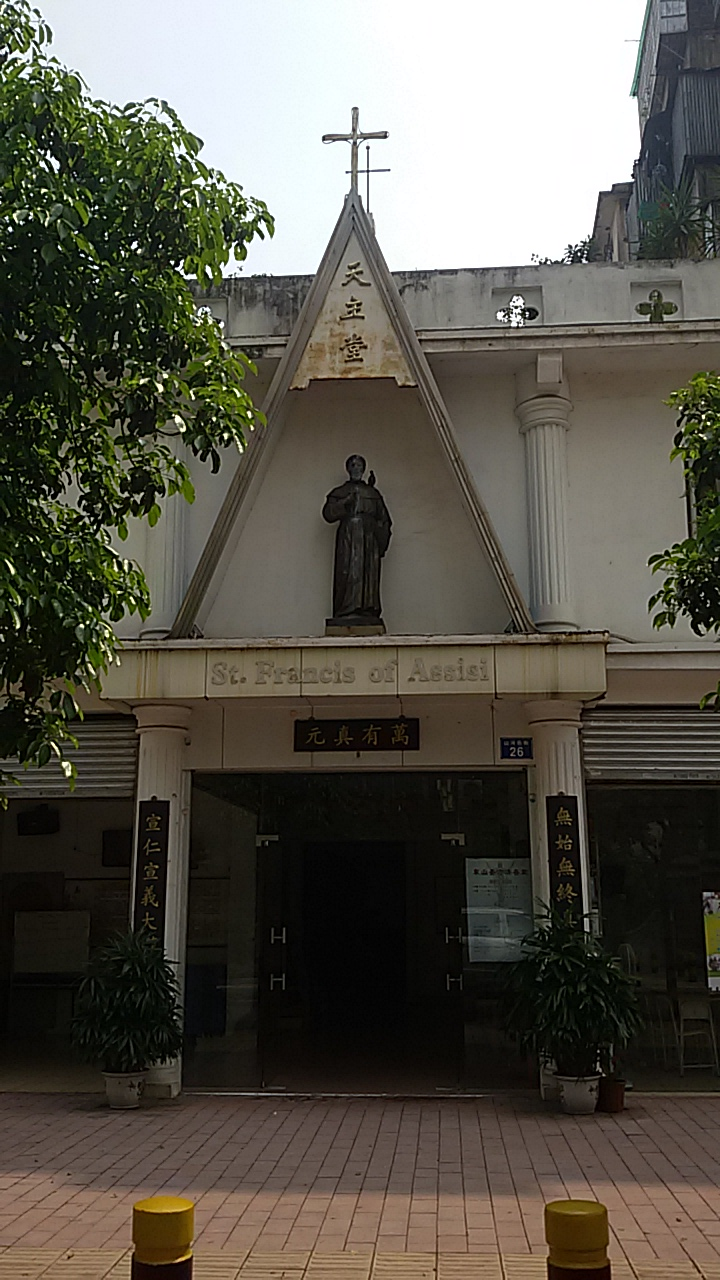
東山聖方濟各堂外觀

東山聖方濟各堂，原名花地瑪聖母堂，又稱為東山天主堂、天主教東山堂，是廣東廣州的一間天主教堂，於1910年建立，位置在廣州市越秀區東山街道山河後街26號。

## 歷史
1907年，由於東山一帶有卅幾位教友信奉天主教，加上到石室參拜，新河浦還是鄉下，公共交通不便，教友強烈要求於新河浦一帶辦教堂。石室方考慮了教友願望，決定与教友合资盖起教堂，1910年完工，名花地瑪聖母堂。
第二次國共內戰之後，房產被廣州市房管局接收，文革時期没有宗教活動。
2006年，天主教廣州教區回收教堂，2011年由市政府出资50萬，教會出资100幾萬，重修破烂不堪的教堂，后于2012年4月1正式復堂。

## 建築風格
其為仿哥特式建築，整體形如耶穌十字架。